# Бугайчик звичайний
Буга́йчик звичайний (Ixobrychus minutus) — птах родини чаплевих (Ardeidae).

## Опис
Маса тіла 70-170 г, довжина тіла 33-38 см, розмах крил 52-58 см. У дорослого самця верх голови, спина, плечові, махові і стернові пера чорні, з зеленим металевим полиском; покривні пера крил і низ жовтувато-вохристі, на волі і грудях нечіткі темні риски; дзьоб жовтий; ноги сірувато-зелені; райдужна оболонка ока жовта. Доросла самка зверху темно-бура, на перах вохриста облямівка; низ бурувато-вохристий, з темними рисками. Молодий птах подібний до дорослої самки, але верх рудувато-бурий, пера зі світлою облямівкою; низ з вохристими, бурими і білуватими поздовжніми смугами.

## Поширення і поведінка
Бугайчик поширений у Європі, Західній Азії, Африці, Австралії та на островах Мадагаскар і Нова Зеландія.
До України прилітає в березні-квітні, відлітає в жовтні-листопаді; частина птахів зимує в пониззях Дунаю і Дністра.
Селяться на болотах, по берегах річок, ставів. Гнізда влаштовують в очереті або на деревах.
На зимівлю в країни Африки, Іран, Ірак відлітають у серпні-жовтні.
Живляться комахами, жабами, дрібною рибою.
У викопному стані відомий з плейстоцену.

## Охорона
Птах нечисленний. Більшість із сприятливих для цього виду біотопів знищується людиною внаслідок бездумного осушення боліт і спотворення річкового русла й берегів. Вид занесений до Бернської (додаток 2), Боннської (додаток 2) конвенцій та до переліку видів, що перебувають під опікою Європейського товариства охорони навколишнього середовища (SPEC 3). Охороняється Директивою Європейського союзу по охороні диких птахів (CEE 1) та Угодою по охороні афро-євразійських мігруючих водоплавних птахів (AEWA).

## Галерея

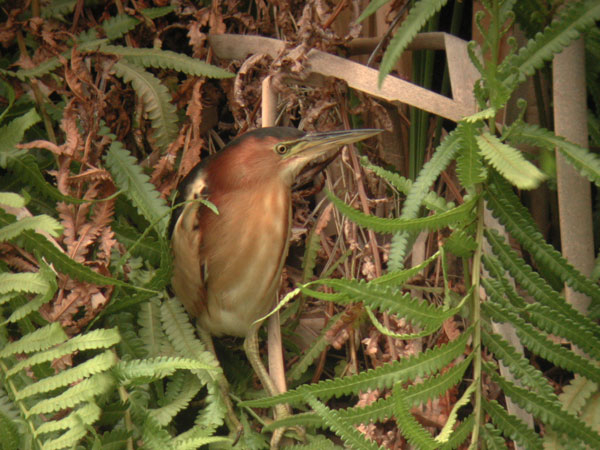
Самець, Австралія
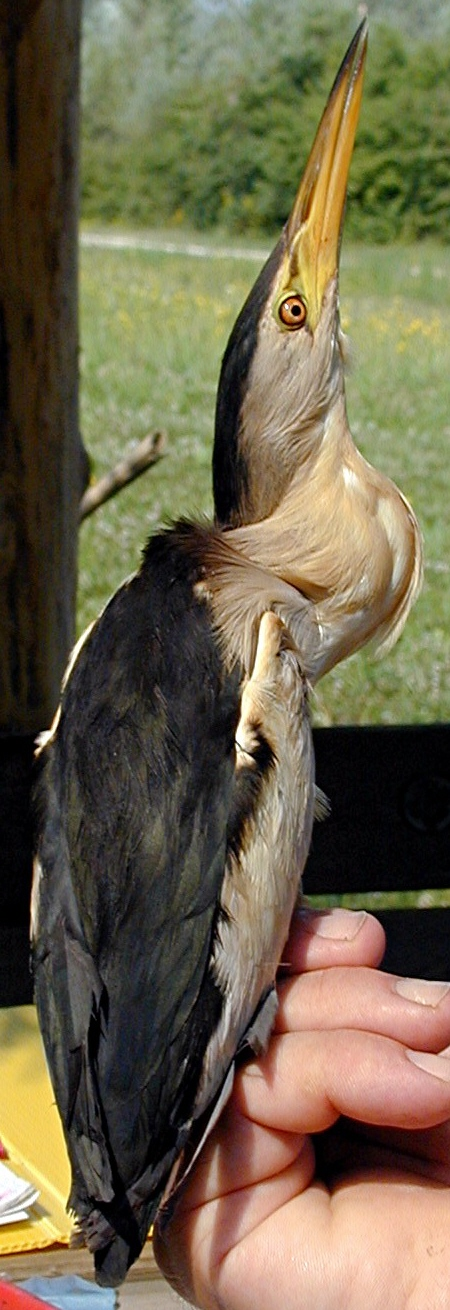
Дорослий бугайчик, Північна Італія

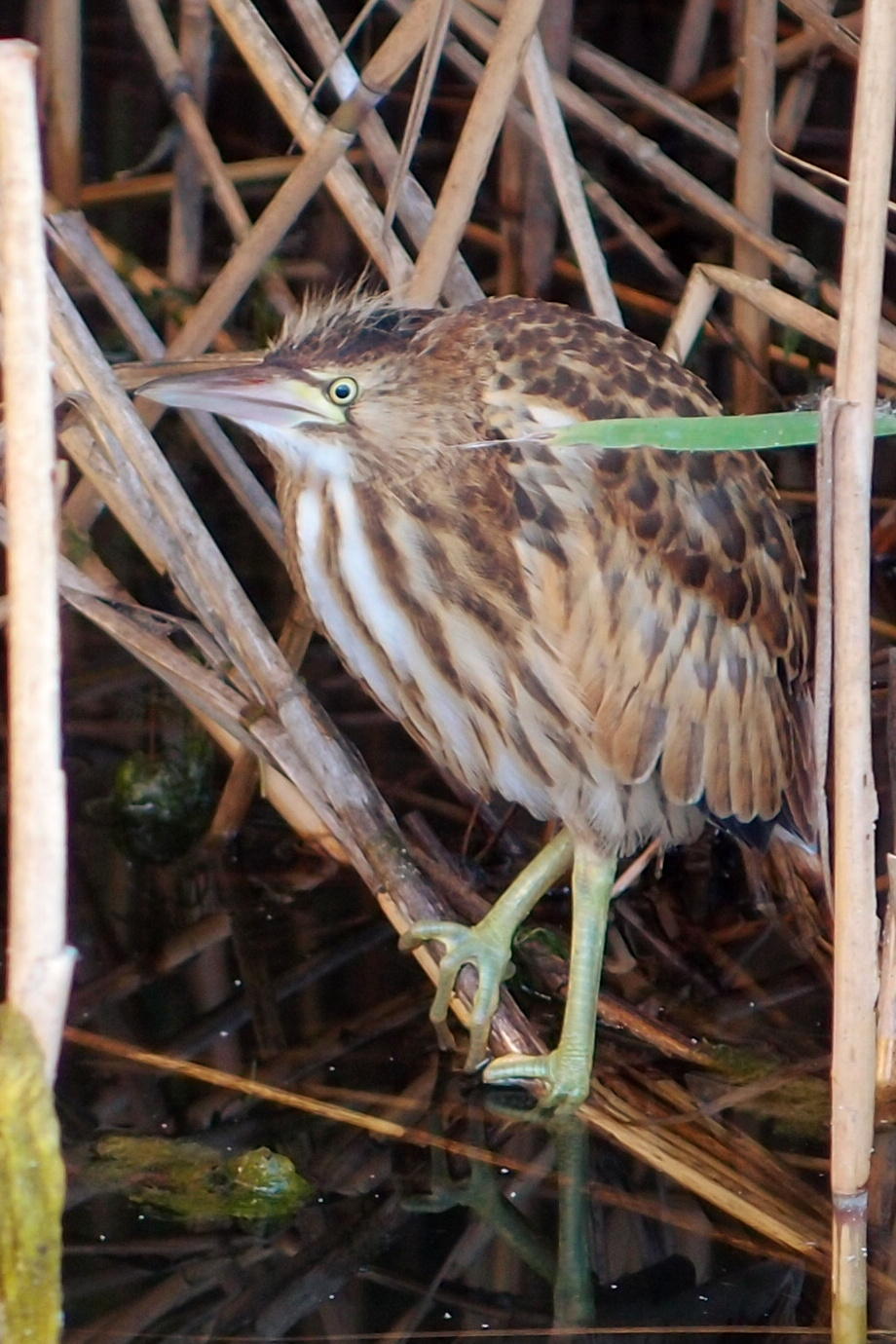
Бугайчик, пташеня в загрозливій позі
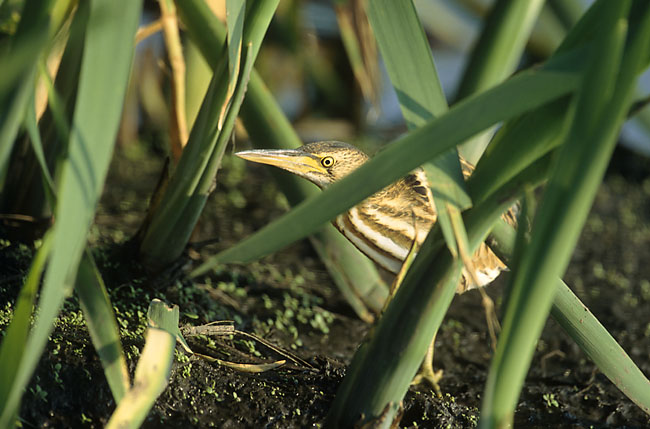
Молодий бугайчик добре маскується у природному середовищі
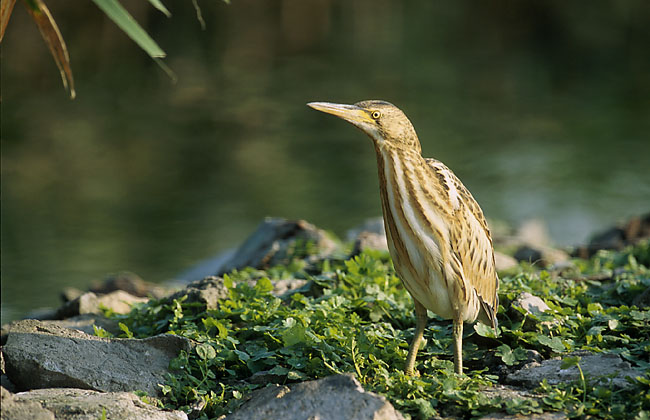
Молодий бугайчик
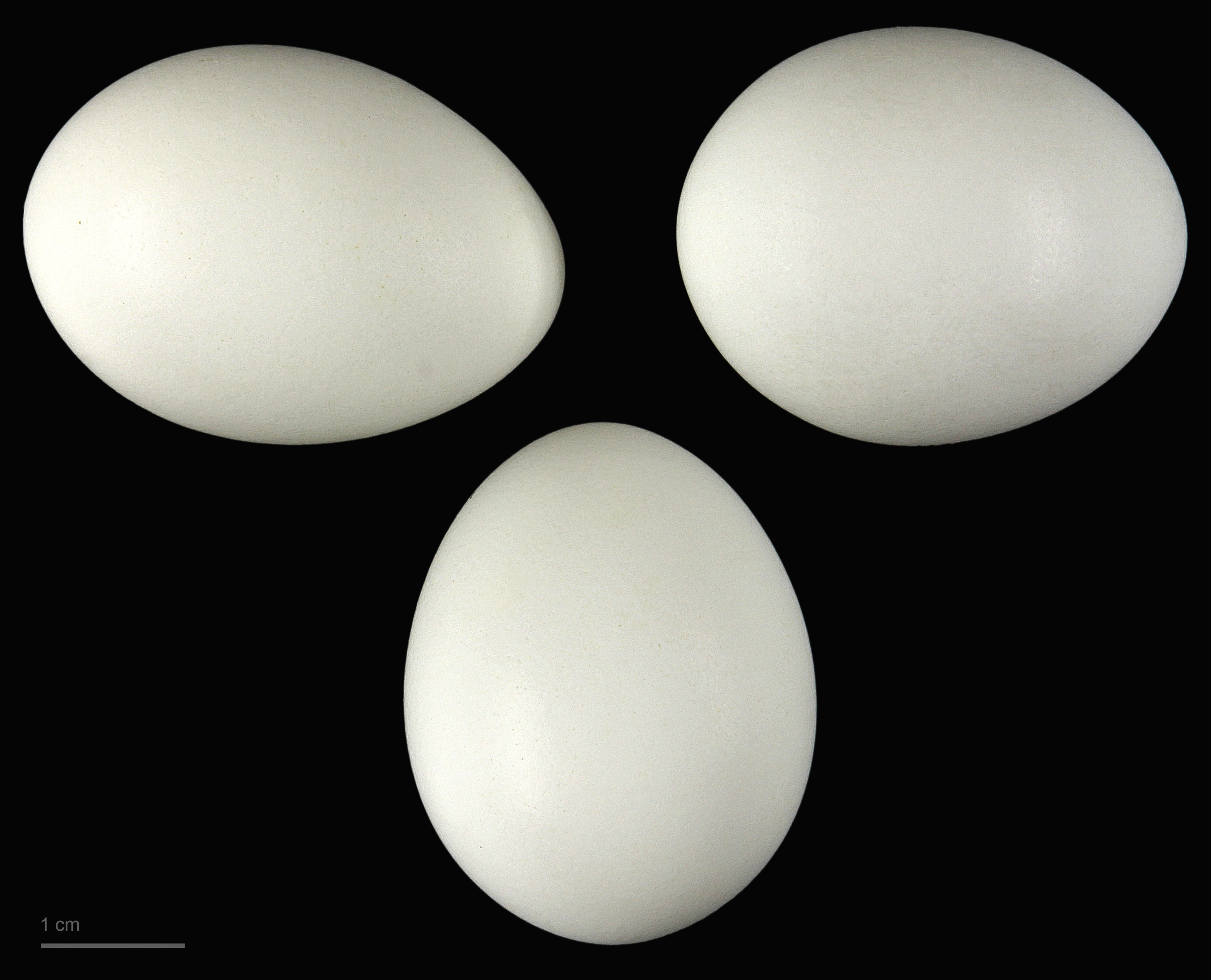
яйце Ixobrychus minutus -  Тулузький музей